# مؤسسة سابلنج
مؤسسة سابلنج مؤسسة غير ربحية تمتلك مؤتمر تيد العالمي. تم تأسيسها في عام 1996 من قبل كريس أندرسون.

## الهدف
تصف المؤسسة أهدافها على النحو التالي:

## وصلات خارجية
- مؤسسة سابلنج على موقع تيد الرسمي
- نبذة عن مؤسسة سابلنج
- محاضرات مترجمة للغة العربية من موقع تيد